# Сыч, Виталий Владимирович
Виталий Владимирович Сыч (укр. Віталій Володимирович Сич; род. 29 марта 1975, Винница) — украинский журналист, главный редактор журнала и сайта «NV» (с 2014), в 2003—2013 гг. главный редактор журнала «Корреспондент».

## Биография
Окончил с отличием факультет иностранных языков Винницкого государственного педагогического университета по специальности «преподаватель английского и немецкого языков».
В 2007 г. прошёл курс издательского дела в Стэнфордском университете.
С 1997 года работал в компании KP Media: в 1997—1998 — ассистентом редакции газеты Kyiv Post, в 1998—1999 — журналистом отдела «Политика», в 1999—2000 — журналистом отдела «Бизнес», в 2000—2001 — редактор отдела «Бизнес», в 2001—2003 — редактор отдела «Политика».
В 2000—2003 годах обозреватель журнала Business Central Europe (The Economist Group).
В 2003 году стал главным редактором журнала «Корреспондент», который оставил в ноябре 2013 года — перешедший под управление Сергея Курченко.
В мае 2014 года Сыч на деньги инвестора Томаша Фиалы запустил журнал и сайт «Новое время» и стал его главным редактором. В июне 2019 года название было изменено на «NV» англ. New Voice (Новый голос).
Одновременно Виталий Сыч является главным куратором всех проектов медиахолдинга «NV», в который по состоянию на октябрь 2023 года кроме журнала «NV», входит также «радио NV» (бывшее Радио "Эра").
Во время российско-украинской войны с 2022 года вместе с инвестиционным банкиром Сергеем Фурсой начал вести на «Радио НВ» в 13 часов по будням одноимённую (Виталия Сыча и Сергея Фурсы) программу на злободневные вопросы. 10 мая 2022 года Виталий Сыч впервые провел программу на безупречном украинском языке.
Впоследствии название программы трансформировалось в «Фурсыч», а периодичность выхода с ежедневного сократилась до нескольких раз в неделю.
Модератор лекций Диалоги о Будущем. Публиковался на политическую и экономическую тематику в изданиях The Economist Group, Bloomberg, Businessweek, Die Zeit, Ведомости, Корреспондент, NV и других.

## Награды
- Честь профессии (2016)[13]